# Моравци в Словенских Горицах
Моравци в Словенских Горицах (словен. Moravci v Slovenskih goricah) је насеље у општини Љутомер, Помурска регија, Словенија.

## Историја
До територијалне реорганизације у Словенији били су у саставу старе општине Љутомер.

## Становништво
У попису становништва из 2011. године Моравци в Словенских Горицах су имали 396 становника.
| Број становника према пописима | Број становника према пописима | Број становника према пописима |
| ------------------------------ | ------------------------------ | ------------------------------ |
| 1991                           | 2002                           | 2011                           |
| 376                            | 385                            | 396                            |

Напомена: До 1955. исказивано под именом Моравци.